# Anthony Cáceres
Anthony Cáceres (Sídney, 29 de septiembre de 1992) es un jugador de fútbol australiano. Juega como centrocampista para el Macarthur F. C. de la A-League de Australia.

## Carrera

### Inferiores
Jugó en las inferiores del Marconi Stallions FC y del Central Coast Mariners entre 2006 y 2012.

### Profesionalismo

#### Central Coast Mariners
Cáceres hizo su debut de Liga para el Central Coast Mariners contra el Newcastle Jets en un empate 0-0 en enero de 2013. 

#### Manchester City
El 15 de enero de 2016, Cáceres pasó al Manchester City de Inglaterra, en un contrato de plazo largo de AUS$300,000. Fue inmediatamente prestado al Melbourne City FC de Australia.
En junio de 2016 el contrato de Cáceres con el Melbourne City se extendió por otro año.
En julio de 2017 Manchester City cedió por un año a Cáceres al Al-Wasl FC de EAU.

## Vida personal
Es el novio de Helen Petinos, jugadora del Western Sydney Wanderers. Se conocieron en la Escuela Secundaria de Deportes de Westfields (Westfields Sports High School) en Sídney.

## Estadísticas

### Clubes
| Club                       | Edición                  | Liga                         | Liga  | Liga  | Copa  | Copa  | Continental | Continental | Total | Total |
| Club                       | Edición                  | Liga                         | Part. | Goles | Part. | Goles | Part.       | Goles       | Part. | Goles |
| -------------------------- | ------------------------ | ---------------------------- | ----- | ----- | ----- | ----- | ----------- | ----------- | ----- | ----- |
| Central Coast Mariners FC  | 2012–13                  |                              | 3     | 0     | 0     | 0     | 2           | 0           | 5     | 0     |
| Central Coast Mariners FC  | 2013–14                  | 21                           | 2     | 0     | 0     | 3     | 0           | 23          | 2     |       |
| Central Coast Mariners FC  | 2014–15                  | 26                           | 1     | 4     | 0     | 1     | 0           | 31          | 1     |       |
| Central Coast Mariners FC  | 2015–16                  | 12                           | 0     | 1     | 0     | 0     | 0           | 13          | 0     |       |
| Central Coast Mariners FC  | Total en Mariners        | Total en Mariners            | 62    | 3     | 5     | 0     | 6           | 0           | 73    | 3     |
| Manchester City FC         | 2015-16                  |                              | -     | -     | -     | -     | -           | -           | -     | -     |
| Manchester City FC         | Total en Manchester City | Total en Manchester City     | -     | -     | -     | -     | -           | -           | -     | -     |
| Melbourne City FC (cedido) | 2015-16                  |                              | 11    | 1     | 0     | 0     | 0           | 0           | 11    | 1     |
| Melbourne City FC (cedido) | 2016-17                  | 27                           | 2     | 4     | 1     | 0     | 0           | 31          | 3     |       |
| Melbourne City FC (cedido) | Total en Melbourne City  | Total en Melbourne City      | 38    | 1     | 2     | 1     | 0           | 0           | 42    | 4     |
| Al-Wasl FC                 | 2017–18                  | Liga Árabe del Golfo Pérsico | 7     | 0     | 23    | 0     | 3           | 0           | 10    | 0     |
| Total de carrera           | Total de carrera         | Total de carrera             | 107   | 6     | 12    | 1     | 6           | 0           | 125   | 7     |

- Actualizado 25/11/2017[14][15]

## Palmarés

### Títulos nacionales
| Título   | Club                         | País      | Año  |
| -------- | ---------------------------- | --------- | ---- |
| A-League | Central Coast Mariners F. C. | Australia | 2013 |
| FFA Cup  | Melbourne City F. C.         | Australia | 2016 |
| A-League | Sydney F. C.                 | Australia | 2019 |
| A-League | Sydney F. C.                 | Australia | 2020 |
| FFA Cup  | Sydney F. C.                 | Australia | 2023 |